# Montrécourt
Montrécourt ist eine französische Gemeinde mit 227 Einwohnern (Stand 1. Januar 2022) im Département Nord in der Region Hauts-de-France. Sie gehört zum Kanton Caudry im Arrondissement Cambrai.

## Geografie
Die Gemeinde Montrécourt liegt an der Selle, 17 Kilometer nordöstlich von Cambrai. Sie grenzt im Nordwesten und Norden an Saulzoir, im Osten und Südosten an Haussy und im Südwesten an Saint-Aubert.
Die ehemalige Route nationale 355 führt über Montrécourt.

## Bevölkerungsentwicklung
| Jahr                       | 1962 | 1968 | 1975 | 1982 | 1990 | 1999 | 2006 | 2012 | 2020 |
| Einwohner                  | 206  | 187  | 151  | 144  | 154  | 156  | 207  | 235  | 224  |
| Quellen: Cassini und INSEE |      |      |      |      |      |      |      |      |      |

## Sehenswürdigkeiten

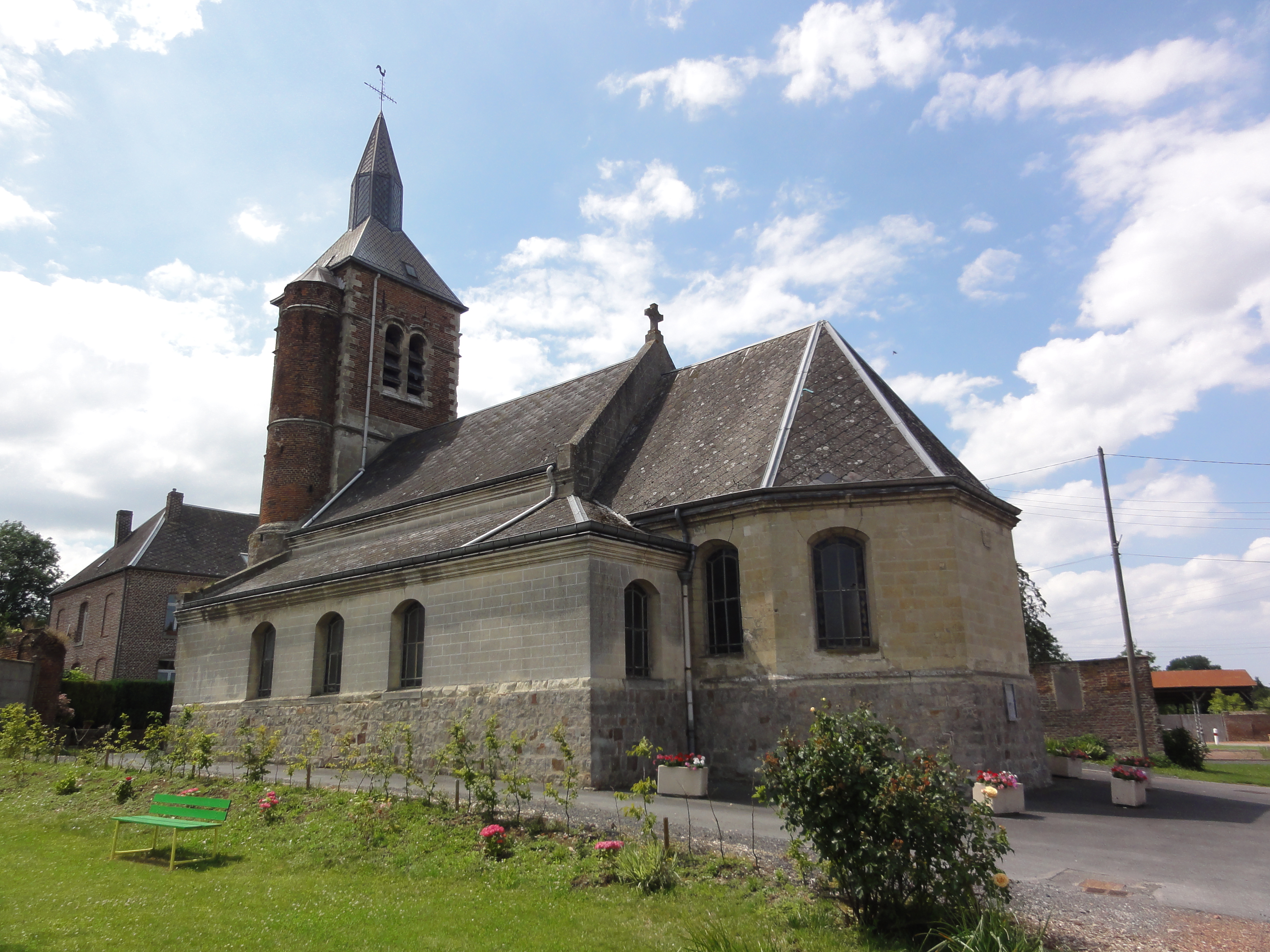
Kirche Saint-André
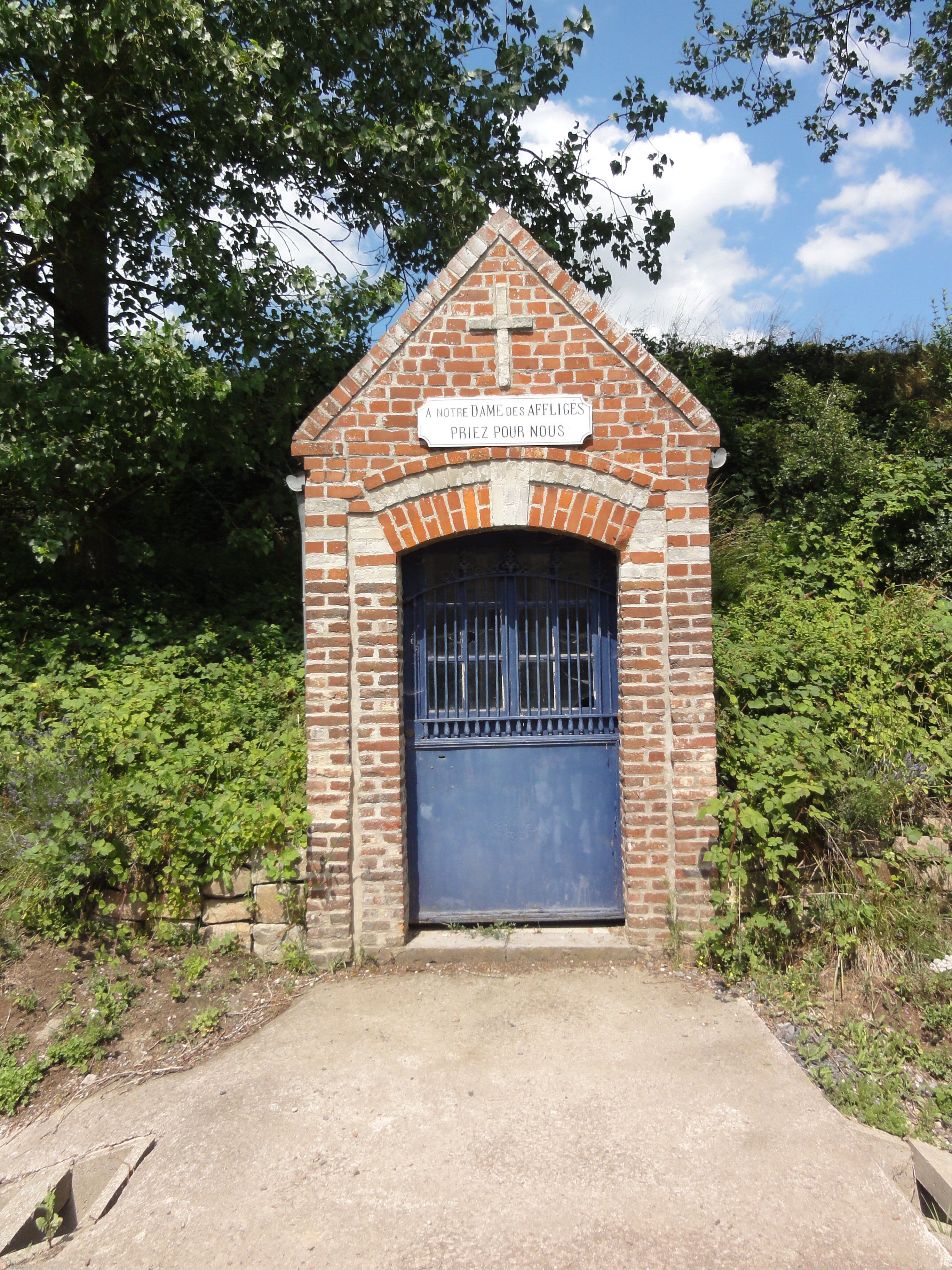
Kapelle Notre-Dame-des-Affliges
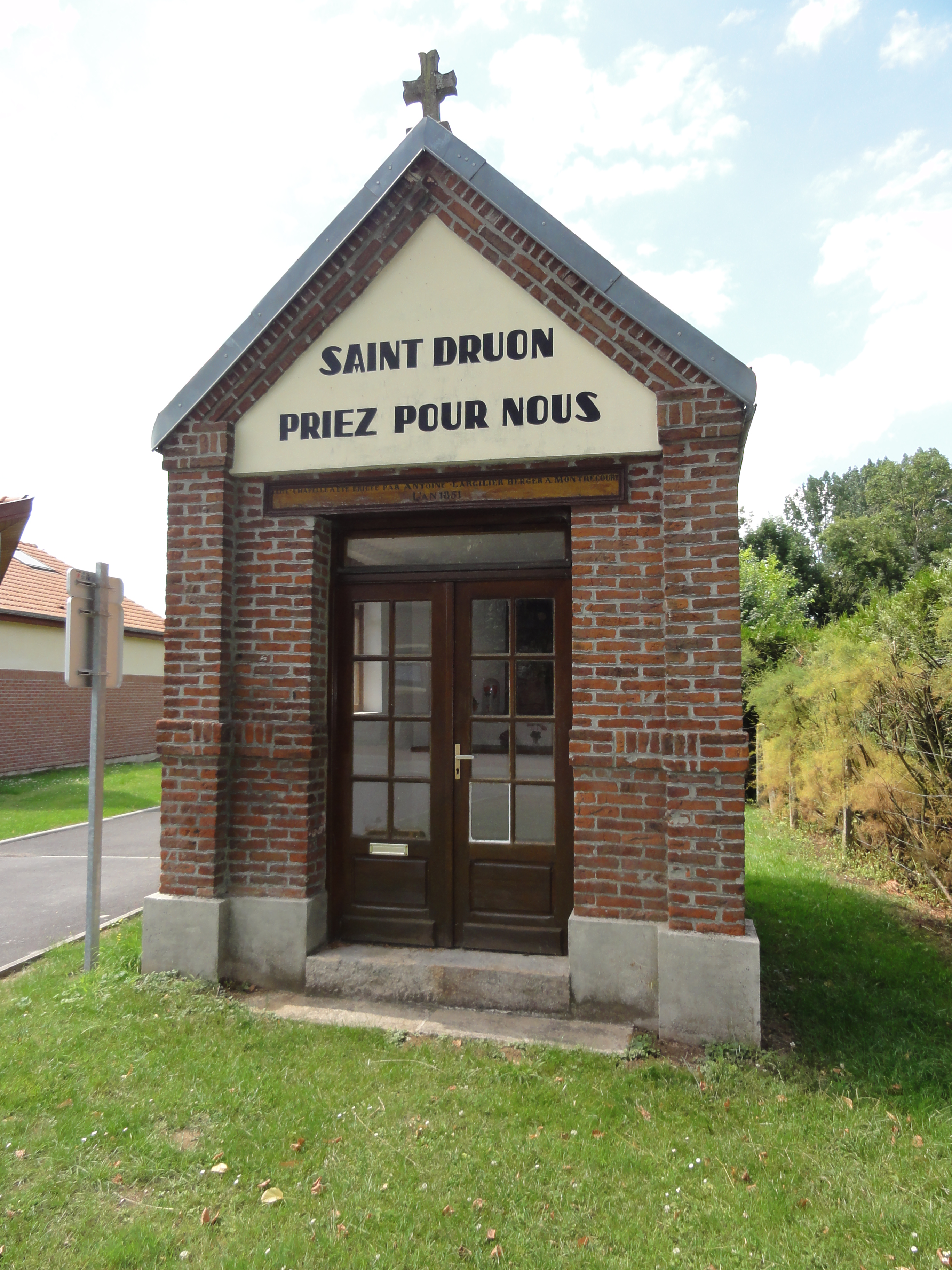
Kapelle Saint-Druon
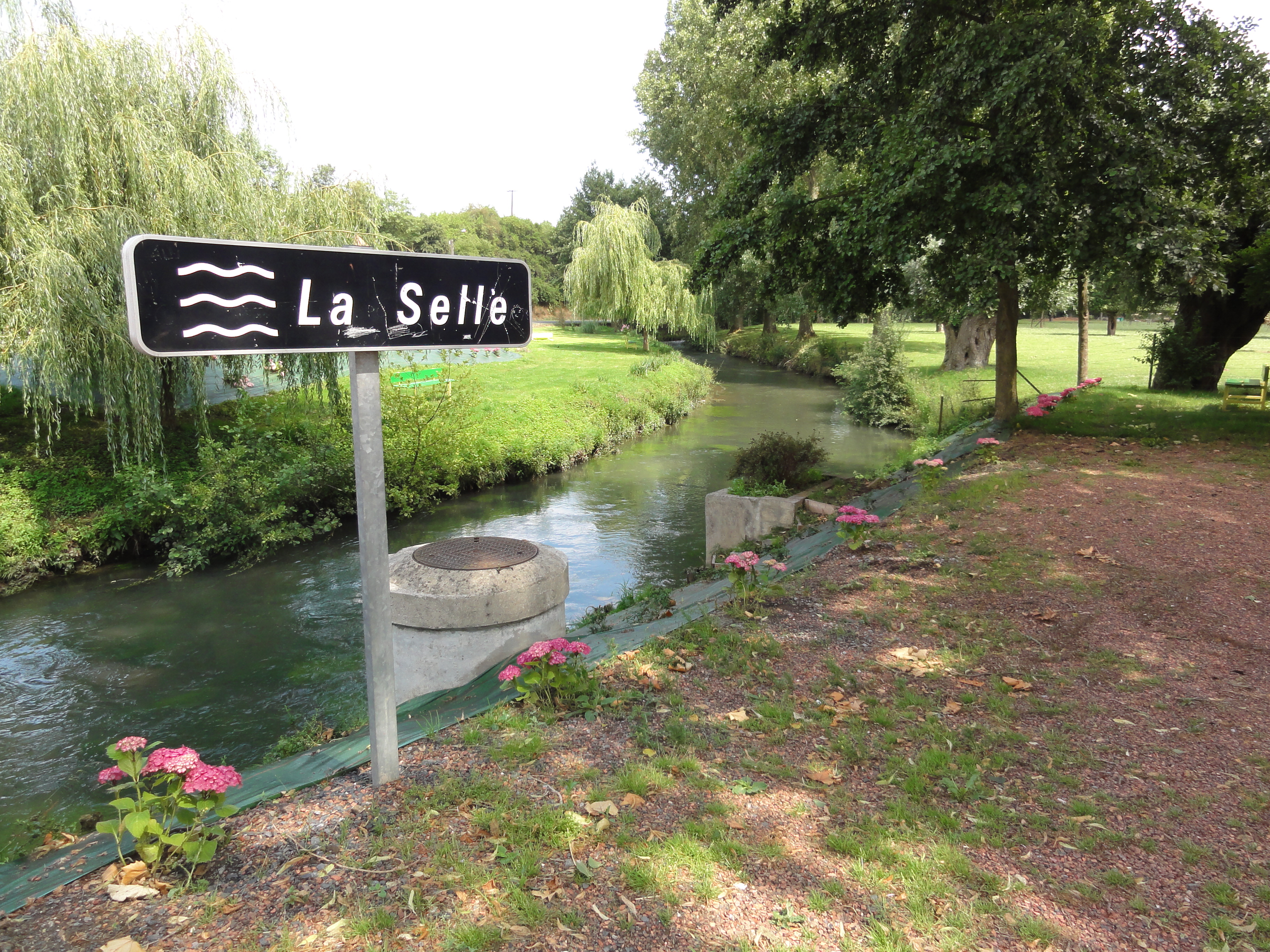
Die Selle in Montrécourt
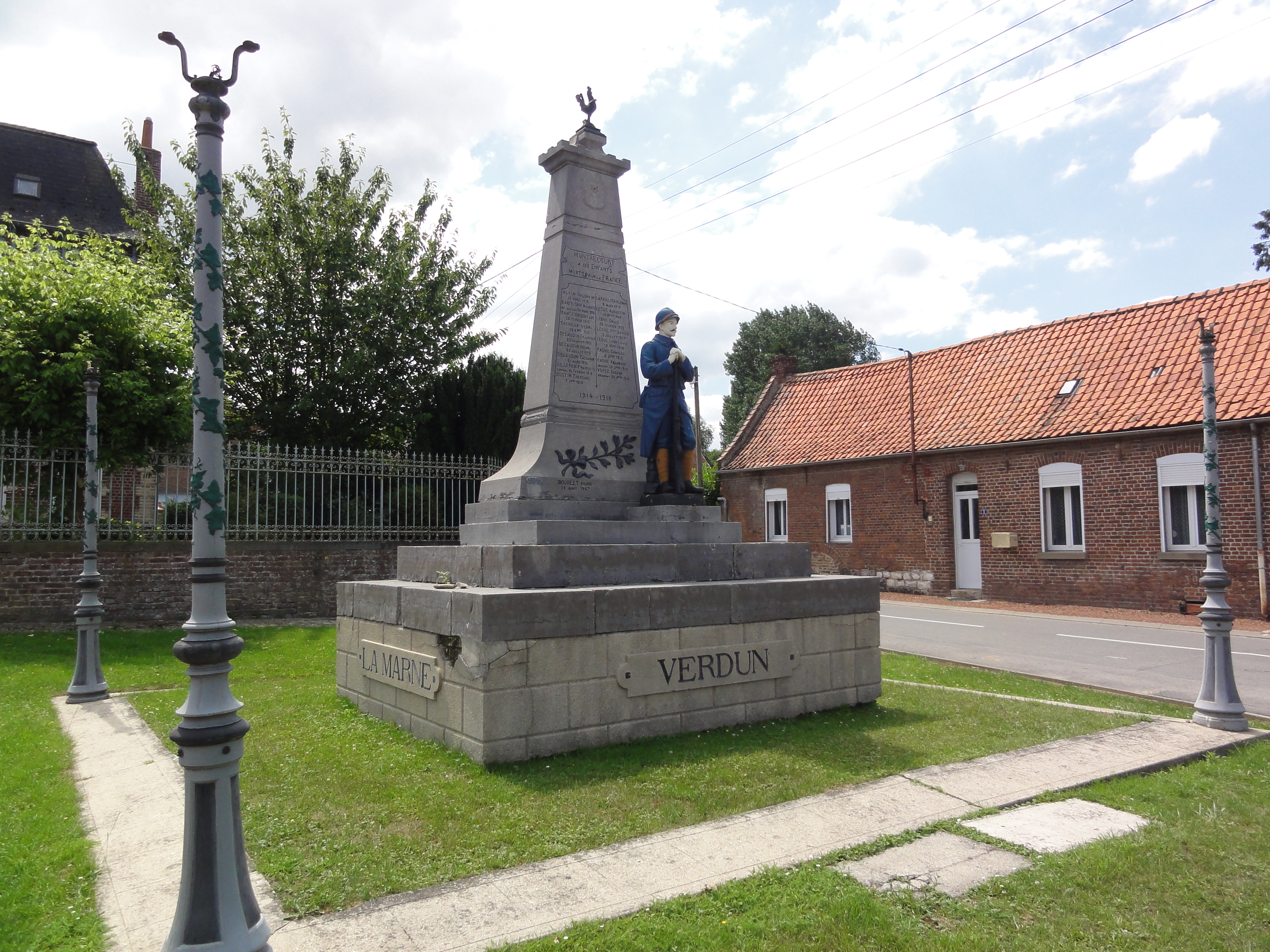
Gefallenendenkmal

- Kirche Saint-André
- Kapelle Notre-Dame-des-Affliges
- Kapelle Saint-Druon
- Die Selle in Montrécourt
- Gefallenendenkmal